# Воробьёв, Иван Дмитриевич
Ива́н Дми́триевич Воробьёв (1789 — после 1851) — кораблестроитель XIX века, корабельный мастер, построил семь линейных кораблей и фрегатов для Российского императорского флота, спроектировал 120-пушечный линейный флагманский корабль «Двенадцать апостолов», начальник корабельных инженеров и председатель Кораблестроительного учётного комитета Черноморского флота, генерал-майор Корпуса корабельных инженеров.

## Биография
Иван Дмитриевич Воробьёв родился в 1789 году в Николаевской губернии. Из солдатских детей. С 1803 по 1807 год служил юнгой на разных судах Черноморского флота и при береговой команде в Таганрогском адмиралтействе. С 1807 по 1809 годы учился в Училище малолетних флотских юнг, открытое в 1804 году в городе Николаеве.
11 марта 1809 года был определён тиммерманским учеником 2 класса в чертёжной мастерской Николаевского адмиралтейства. 1 января 1815 года произведён в обученные тиммерманы унтер-офицерского чина.
В 1820—1821 годах находился при постройке в Николаеве 110-пушечного линейного корабля «Император Франс».
В 1822 году произведён в тиммерманы 12-го класса Табели о рангах. 30 октября того же года переименован в помощники корабельного мастера. С 1823 по 1827 годы находился при постройке в Николаевском порте линейных кораблей 84-пушечного «Пантелеймон» и 110-пушечного «Париж» (строитель И. С. Разумов), фрегата «Тенедос» (строитель А. К. Каверзнев). 13 апреля 1826 года переведён в 9-й класс, а 23 февраля 1827 года переименован в капитаны Корпуса корабельных инженеров.
В 1828—1829 годах участвовал в постройке 60-пушечного фрегата «Эривань» (строитель А. К. Каверзнев) и 84-пушечного линейного корабля «Анапа» (строитель М. И. Суровцов). В 1830 году был направлен в крепость Мессемврию (Болгария), где спустил на воду взятый в плен в ходе русско-турецкой войны 1828-29 гг. у турок 24-пушечный корвет «Ольга» (позже переименован в «Мессмврию», а затем обращён в транспорт «Ахиолло»), за что был награждён орденом Святой Анны 3 степени.

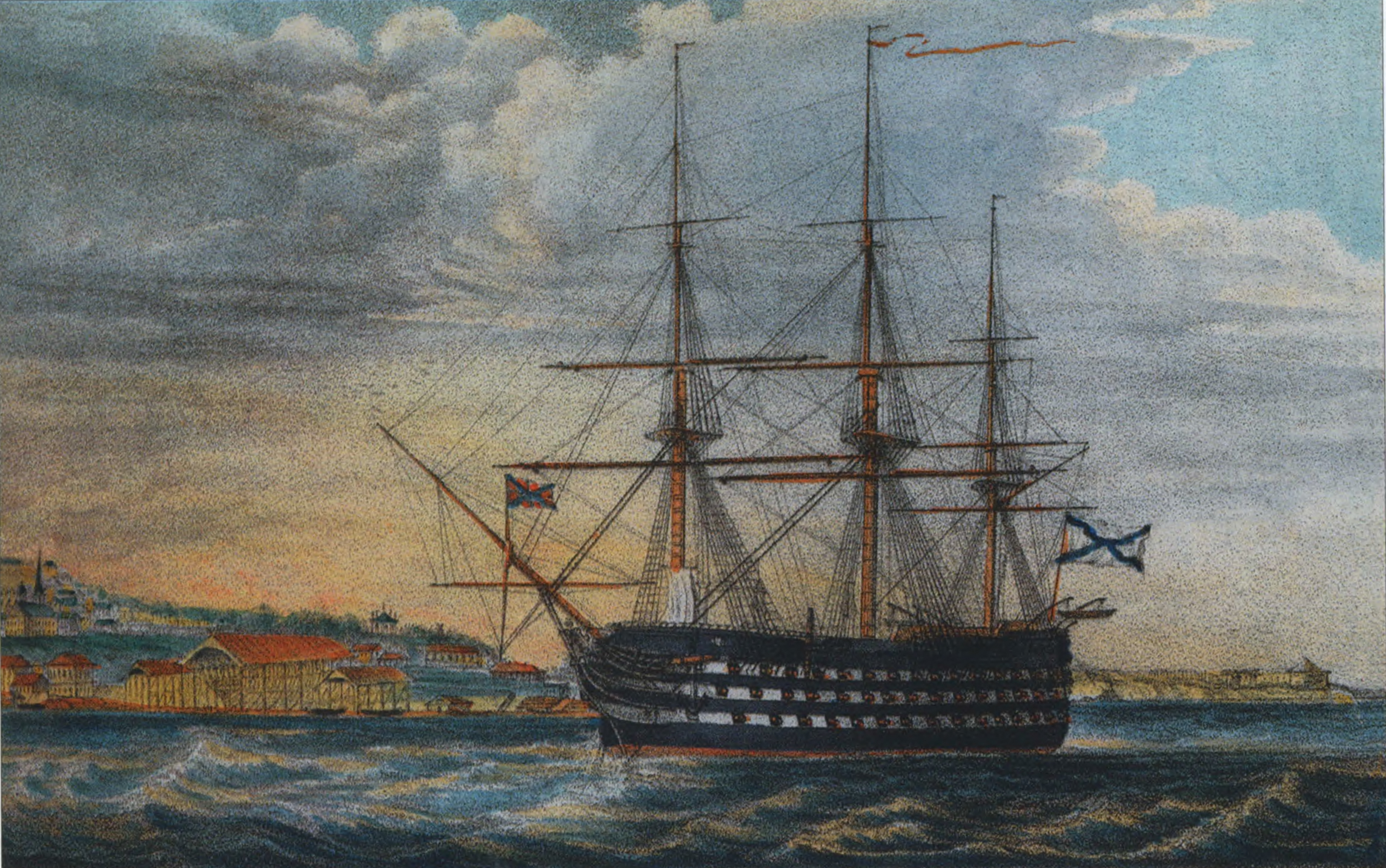
Литография В. А. Прохорова Линейный корабль «Три Святителя».
Строитель И. Д. Воробьёв

С 1831 по 1832 год состоял временным членом Учётного кораблестроительного комитета в Николаеве. 1 февраля 1833 года произведён в подполковники. Был командирован в Севастополь для исправления и приготовления линейных кораблей «Париж», «Пимен», «Памен» и «Иоанн Златоуст» к походу. За проведённую работу пожалован бриллиантовым перстнем. 6 сентября 1833 года в Николаевском адмиралтействе самостоятельно заложил свой первый корабль — 60-пушечный фрегат «Агатополь», который спустил на воду 11 ноября 1834 года. Был награждён орденом Святой Станислава 3 степени.

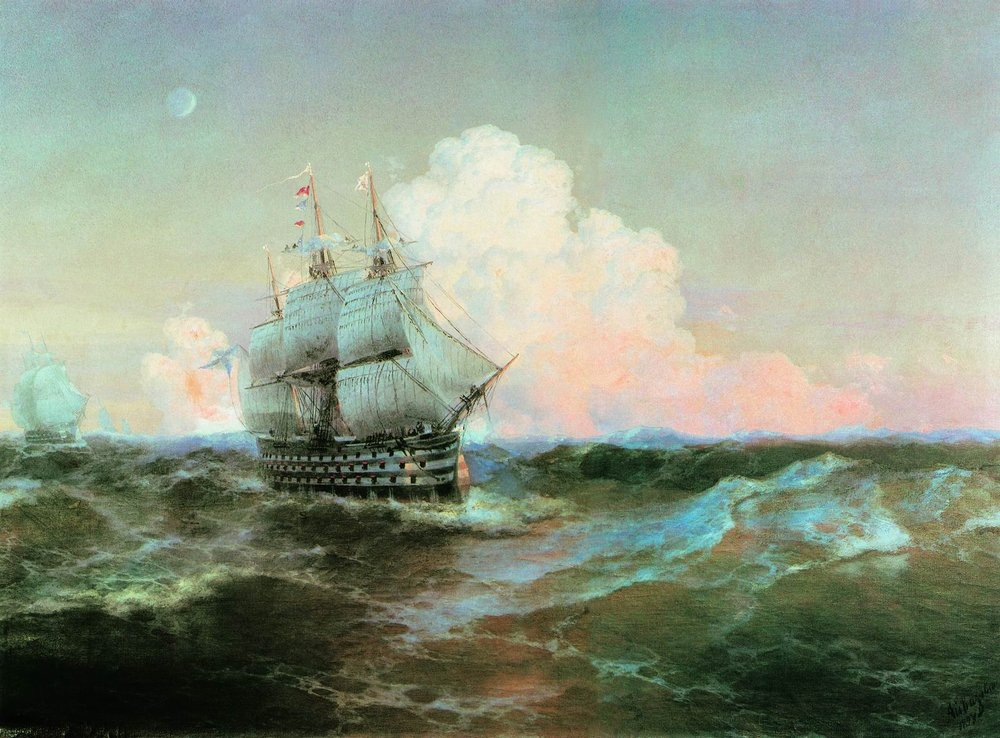
И. К. Айвазовский "Корабль «Двенадцать апостолов». Спроектировал корабль И. Д. Воробьёв

29 декабря 1835 года в Спасском адмиралтействе г. Николаева заложил 124-пушечный линейный корабль «Три Святителя», который построил и спустил на воду 28 августа 1838 года. По действующему со времен Петра I положении о награждении корабельных мастеров, Воробьев был награждён серебряным подносом весом 685 граммов и спусковыми деньгами из расчёта за каждый пушечный порт по три рубля серебром в ассигнациях — 3 рубля 60 копеек за 1 рубль серебра. Корабль участвовал в Крымской войне 1853—1856 гг., в том числе в Синопском сражении 18 ноября 1853 года.
В 1837 году стал членом Кораблестроительного учётного комитета. Спроектировал 120-пушечный линейный флагманский корабль «Двенадцать апостолов», который был заложен 4 октября 1838 года в эллинге Николаевского адмиралтейства строителем капитаном С. И. Чернявским. В тот же день Воробьев заложил заложил в Главном адмиралтействе г. Николаева 84-пушечный линейный корабль «Варна», который построил и спустил на воду 27 июля 1842 года. Награждён орденом Святого Владимира 4 степени.
2 ноября 1838 года был произведён в полковники Корпуса корабельных инженеров и назначен на должность начальника корабельных инженеров Черноморского флота и председателя Кораблестроительного учётного комитета. Наблюдал за постройкой более 50 разных кораблей и судов.
В 1845 году награждён орденом Святой Анны 2 степени. 6 декабря 1851 года произведён в генерал-майоры Корпуса корабельных инженеров с увольнением со службы.
Умер Иван Дмитриевич Воробьёв после 1851 года (точная дата неизвестна).

## Награды
- орден Святой Анны 2 степени (1845);
- орден Святого Владимира 4 степени (1842);
- орден Святого Станислава 3 степени (1834);
- орден Святой Анны 3 степени (1830)[2].